# Écurcey
Écurcey település Franciaországban, Doubs megyében. Lakosainak száma 266 fő (2022. január 1.). Écurcey Mandeure, Pont-de-Roide-Vermondans, Roches-lès-Blamont és Autechaux-Roide községekkel határos.

## Népesség
A település népességének változása:
| Lakosok száma | 205  | 277  | 289  | 282  | 277  | 273  | 268  | 265  | 263  | 266  |
|               | 1968 | 1982 | 1990 | 2006 | 2013 | 2015 | 2017 | 2019 | 2020 | 2022 |